# Спокута Христофора Колумба
« Спокута Христофора Колумба» — перша частина фантастичної трилогії  Орсона Скотта Карда під назвою «Служба вивчення минулого». Велика частина книги слідує за життям і діями дослідника  Христофора Колумба. Основна ідея роману була використана у фільмі «Дежа вю».

## Сюжет
Роман написаний з використанням двох паралельних сюжетних ліній, які сходяться в самому кінці.
В кінці XV століття Христофор Колумб поступово працює над подорожжю через океан, яка принесе йому славу. Роман слідує за його кар'єрою, особливо за його відносинами з жінками. Ця частина книги написана як історичний роман.
У паралельній історії майбутнє людської цивілізації є темним, після того як люди вичерпали всі природні ресурси. Група дослідників створила пристрій, що дозволяє спостерігати за подіями минулого та записувати їх.
Хоча люди намагаються відновити цивілізацію, стає ясно, що їм це не вдасться. Після століття війн, епідемій, посух, потопів та голодів, населення Землі становить не більше одного мільярда. Велика частина тваринних видів вимерла, а сам ґрунт отруєний. Екологія планети безповоротно порушена, і людству загрожує вимирання. Намагаючись записати історію для майбутніх поколінь, співробітники Служби вивчення минулого дізнаються, що цих поколінь може і не бути.
Виявивши, що через пристрої спостереження можна посилати в минуле інформацію, вчені вирішують переписати історію і дати людству шанс на виживання. Вони зосереджуються на Колумбі, ключовій історичній особистості, чий релігійний фанатизм і ірраціональне потяг до  Нового Світу привели до століть геноциду і екологічних руйнувань.
Коли нарешті розроблена технологія подорожі в часі, вчені посилають трьох агентів в 1492 рік, щоб змінити дії Колумба «в кращу сторону». Ті усвідомлюють, що, змінивши історію, вони назавжди залишаться в минулому, адже їх майбутнє зникне, разом з їхніми рідними.
Також розкривається причина прагнення Колумба до подорожі за океан. Виявляється, співробітники Служби вивчення минулого були не першими, кому в голову прийшла ідея важливості Колумба. Виявляється, початкова історія була змінена іншими мандрівниками в часі, що і призвело до «нашої» історії.
У цій «початковій» історії Колумб не подорожував через Атлантичний океан. Замість цього він повів  європейські війська в останній Хрестовий похід на захоплення  Константинополя, який був захоплений  турками за кілька десятиліть до цього. Тим часом  Ацтекськая імперія була захоплена  тласкаланцями, які навчилися використовувати залізо. На відміну від ацтеків, тласкаланці були здатні зрозуміти і впровадити переваги технологічного прогресу. Вони заснували Тласкаланську імперію, яка була більш сучасною, централізованою державою, ніж Ацтекськая імперія, і почали експансію в інші частини  Америки.
На початку XVI століття,  португальці відкрили Новий світ, але їх моряки були взяті в полон тласкаланцями, які змусили навчити їх створенню та використанню вогнепальної зброї, а також суднобудуванню. Цей контакт також привів до зараження тласкаланців європейськими хворобами, але наслідки цього не були такими радикальними, як в нашій історії, і ті, що вижили тласкаланці знайшли імунітет. Чума і прибуття білої людини були прийняті як знаки від їх бога Камаштлі. Вони вирішили, що Камаштлі бажає від них більше людських жертв, і почали будувати свої кораблі і готувати армії для вторгнення в Європу. І так роздрібнена Європа була ще більш ослаблена Хрестовим походом Колумба. Вторгнення тласкаланців було абсолютно несподіваним, і жодна європейська держава не змогла протистояти військам через океан. Більш того, так як тласкаланці вже не були уразливі для європейських хвороб, те ж саме можна було сказати про європейців, які почали заражатися різноманітними американськими захворюваннями, такими як сифіліс. Пізніше тласкаланці винайшли парові технології і почали промислову революцію, що разом з їх безжальною традицією жертвоприношень допомогло їм захопити й поневолити весь світ і знищити все культури, крім своєї.
Незважаючи на цю більш темну історію, люди врешті-решт розробили технології спостереження і подорожі в часі. Ці вчені зрозуміли, що захоплення тласкаланцями Європи було найбільшою помилкою в історії. Таким чином, вони вирішили перенаправити прагнення Колумба і привести до знищення Тласкаланської імперії в зародку. Хоча ця частина плану вдалася, змін виявилося недостатньо, що і призвело до нашої, все ще «недосконалої», історії.
Троє агентів з нашого майбутнього намагаються досягти рівноваги і створити історію, в якій ні європейці, ні індіанці не почнуть захоплення один одного. Це вимагає великої праці і жертв від усіх трьох. Один з них жертвує собою, щоб знищити кораблі Колумба, після чого той застряє зі своїми екіпажами в  Карибах.
Інший агент, який є нащадком центральноамериканських індіанців, впроваджується в суспільство своїх далеких предків, щоб створити «менш агресивні версії» ацтеків і тласкаланців. Третій агент, який є жінкою, очікує зустрічі з Колумбом після знищення їх кораблів. З її допомогою люди Колумба діляться технологіями з місцевими племенами. Врешті-решт вона стає коханкою і вірною супутницею Колумба. Тим часом агенти напускають на індіанців вірус (продукт генної інженерії), що дає місцевому населенню імунітет до європейських хвороб, запобігаючи чергову причину недовіри між цими культурами.
Зрештою, після довгих і важких десятиліть, їх мета досягнута: дві племінні федерації, одна з яких знаходиться в Центральній Америці, а інша — на островах Карибського моря, з'єднуються в єдину структуру. Ця структура тримається разом завдяки взаємній пошані серед племен, за допомогою європейських технологій (злегка поліпшених агентами з майбутнього). Також всі індіанці тепер практикують більш помірковану і терпиму версію  християнства, яка радикально відрізняється від її  європейського аналога. Зрештою Колумб повертається в Європу більш ніж через два десятиліття з часу свого відплиття на чолі військово-морського флоту нової індіанської держави. Цим він дає своїм колишнім співвітчизникам зрозуміти, що індіанці тепер можуть за себе постояти, але готові мирно торгувати з європейцями.
Під кінець його життя, дружина Колумба розповідає йому правду про жахливі дії його альтернативних версій, ФБР запобігло лише її втручанням. Повіривши їй, Колумб починає плакати, що і є однойменною «спокутою».
Кінець роману показує цю версію XX століття — гармонійну, мирну і високорозвинену  утопію. Можна припустити, що люди в цій історії зуміли запобігти екологічні катастрофи обох попередніх історій.